# 25375 Treenajoi
25375 Treenajoi (tên chỉ định: 1999 TR180) là một tiểu hành tinh vành đai chính. Nó được phát hiện bởi dự án Nghiên cứu tiểu hành tinh gần Trái Đất Lincoln ở Socorro, New Mexico, ngày 10 tháng 10 năm 1999. Nó được đặt theo tên Treena Joi Lưu trữ ngày 5 tháng 6 năm 2010 tại Wayback Machine, an American educator ở Portola Valley, California. The designation was given by the Society for Science và the Public as recognition for acting as a mentor to two competitors in the 2008 Middle School Program. Two of Treena's students, Jonathan Zdasiuk và Christopher Sauer, participated và Christopher won the top prize, a $20,000 scholarship.